# Scissuralaelaps
Scissuralaelaps es un género de ácaros perteneciente a la familia  Laelapidae.

## Especies
- Scissuralaelaps bipartitus Ishikawa, 1988
- Scissuralaelaps breviseta Ishikawa, 1988
- Scissuralaelaps grootaerti Fain, 1992
- Scissuralaelaps hirschmanni Fain, 1992
- Scissuralaelaps innotensis Halliday, 1993
- Scissuralaelaps irianensis Fain, 1992
- Scissuralaelaps joliveti Fain, 1992
- Scissuralaelaps novaguinea Womersley, 1945
- Scissuralaelaps philippinensis Rosario, 1981
- Scissuralaelaps queenslandica Womersley, 1945